# Unidos da Vila Santa Tereza

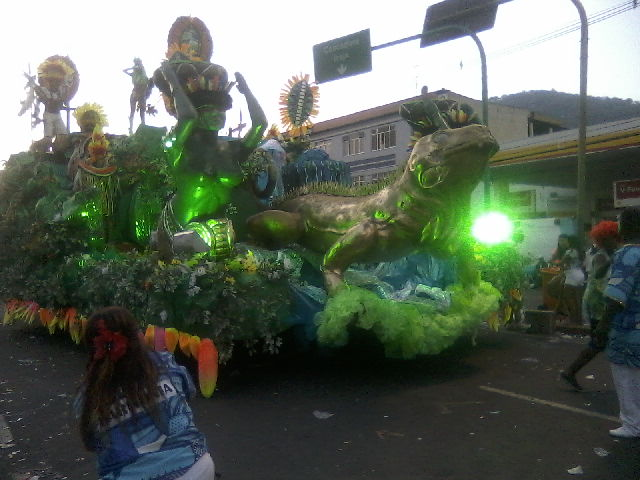

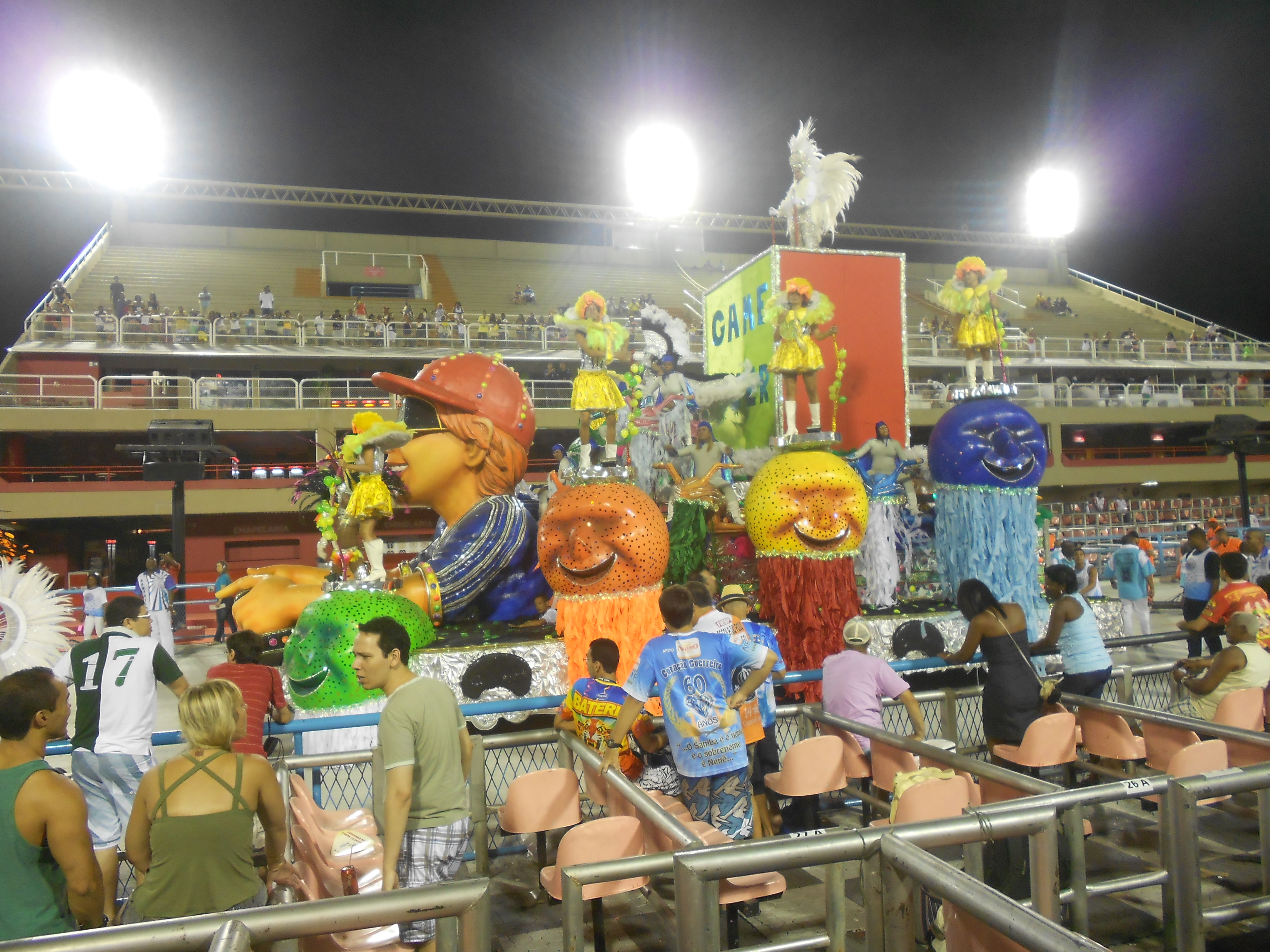

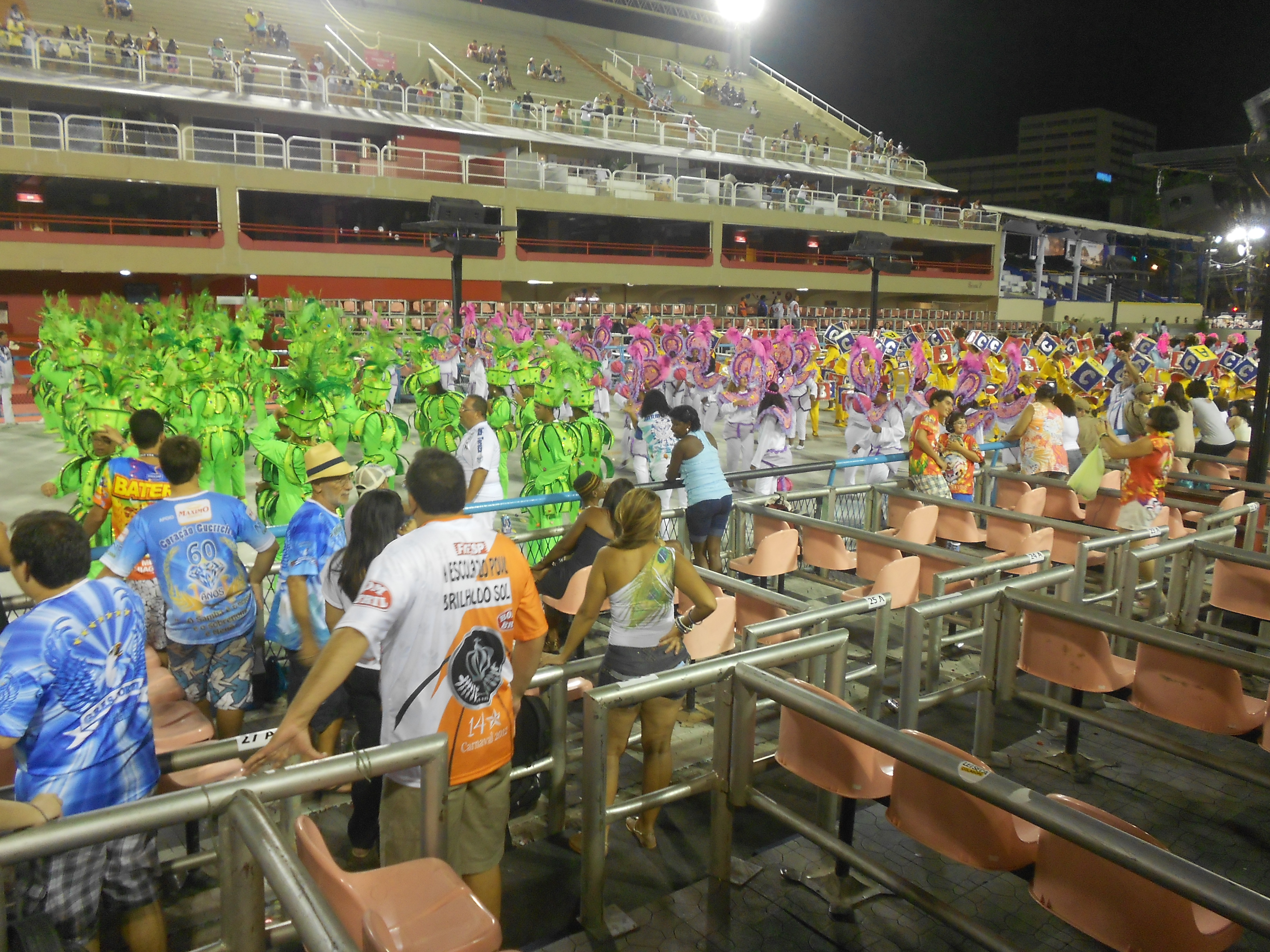

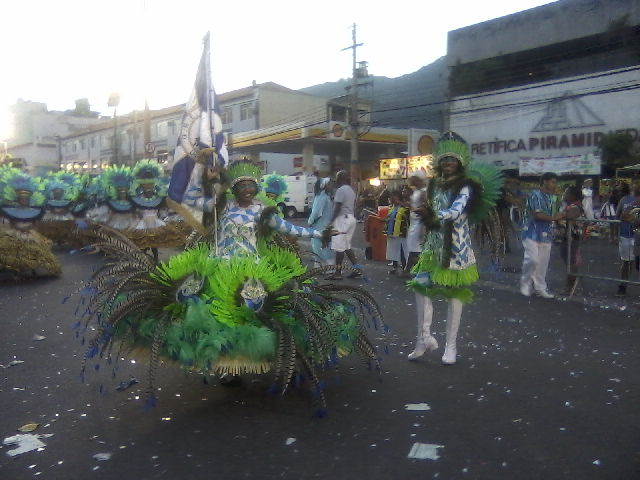

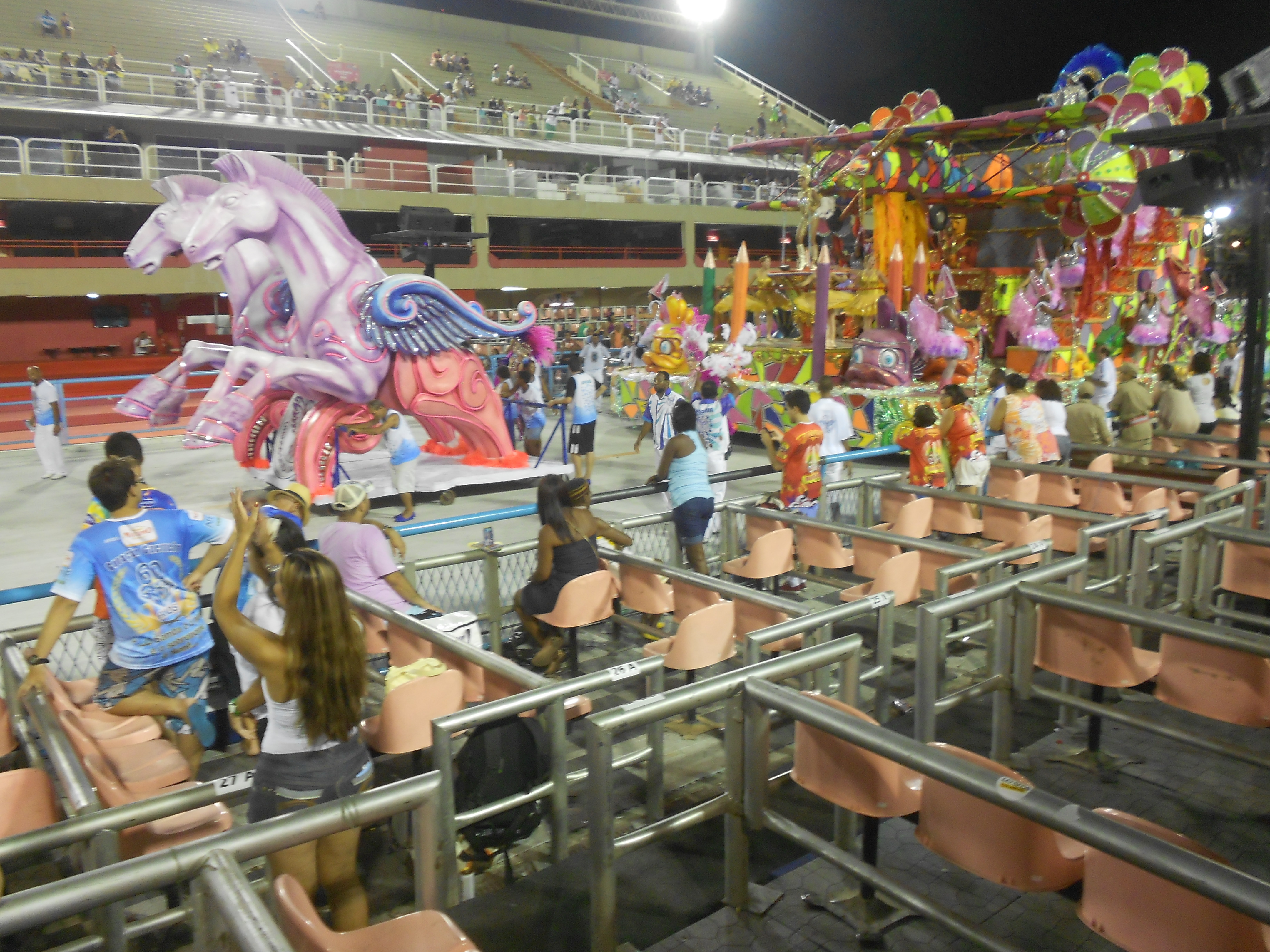

Grêmio Recreativo Escola de Samba Unidos da Vila Santa Tereza é uma escola de samba da cidade do Rio de Janeiro, fundada a 20 de dezembro de 1956. Está localizada no sub-bairro de Vila Santa Tereza, entre Coelho Neto, Honório Gurgel e Rocha Miranda.

## História
A Unidos da Vila Santa Tereza surgiu de um bloco carnavalesco de Coelho Neto. Seus fundadores foram Procópio Caetano, Jordelino Pereira da Rocha, Jorge Ferreira Martins, Sebastião Ferreira Martins, José Domingos Machado, Venâncio Pinheiro, Almir Fernandes e João Pereira Leite, José Ferreira.
A escola conquistou seu primeiro título pelo grupo 2-B, no carnaval de 1982, com o enredo em homenagem a Ataulfo Alves.
Em 1989, ao homenagear Jorge Benjor, mais uma vez ascendeu à Marques de Sapucaí. Permaneceu na segunda divisão do Carnaval Carioca nos anos de 1990, 1991, 1992 e 1993, retornando, a partir de 1994, para os desfiles da Avenida Rio Branco.
Após isso a agremiação passou pelo seu pior momento, com diversos rebaixamentos, chegando ao grupo E, sexta e última divisão. Lá permaneceu entre 2004 e 2007, ano em que alcançou o vice-campeonato, retornando ao grupo D.
Em 2009, a escola apresentou o enredo “Pindorama, o nascimento do Brasil”, com o qual conquistou o vice-campeonato.
Em 2011 apresentou a natureza e o folclore da Região Amazônica como seu enredo. Numa apuração muito disputada, surpreendeu, e foi a campeã do grupo de acesso C, retornando à Marquês de Sapucaí, após 20 anos.
No Carnaval de 2012, a Vila Santa Tereza teria a funkeira Gracy Kelly (mais conhecida como Mulher Maçã) como sua rainha de bateria, mas faltando poucos dias para o desfile, esta foi trocada pela bailarina Alessandra Paes. Com um enredo que abordava a história dos brinquedos, a diretoria optou por uma fusão entre dois sambas concorrentes.
Em 2013, com a criação da "série A", as escolas que estavam no terceiro grupo, que até então desfilava na terça-feira, foram promovidas ao segundo grupo. A Vila Santa Tereza desfilou na sexta-feira de Carnaval, na Sapucaí, e foi a primeira escola a ter seu desfile televisionado no Carnaval daquele ano, pela Rede Globo. Nesse ano, veio a protagonizar o que é considerado por especialistas como um dos episódios mais tristes da Era Sapucaí, quando desfilou com a bateria sem fantasia, além de passistas femininas apenas de calcinha e sutiã, uma vez que suas fantasias não chegaram a tempo.
Logo após o Carnaval, ocorreu um pleito eleitoral que elegeu a Chapa Renovação, com a nova presidente Rute Maria.
Sob a nova diretoria, diversos segmentos da escola foram modificados. A nova diretoria trouxe o Carnavalesco Sandro Gomes, o historiador Vinícius Ferreira Natal, o Primeiro Casal de Mestre Sala e Porta Bandeira Cassianne Figueiredo e Yuri Perroni, Thiago Lepletier como Diretor de Carnaval, Dennis Benvindo como diretor da Ala das Baianas e os coreógrafos Roy D’Peres e Wendson Mendonça para a comissão de frente.
No desfile de 2014, a agremiação apresentou o enredo “Ururaí” de autoria de Vinícius Ferreira Natal, e se manteve no Grupo B na 9ª colocação. 
Durante a eliminatória de samba-enredo para 2015, o samba da parceria de Dalton Cunha, Danilo Garcia, Hugo Oliveira, Guilherme Salgueiro e Thalles Nunes foi anunciado vencedor. Na ocasisão, esta composição sagrou-se vencedora por 4 votos, contra 2 votos do segundo colocado, e um voto para cada uma das três parcerias restantes. No entanto, no domingo seguinte à final, a presidente da agremiação convocou uma reunião, aonde anunciou que teria provas de que dois integrantes da comissão de Carnaval, no caso o diretor de carnaval, Thiago Lepletier, e Vinícius Ferreira, estariam envolvidos com o samba vencedor, e por isso, decidiu desclassificar a composição, dando a vitória ao segundo colocado do concurso, o samba da parceria de Rafael Gigante. O caso causou relativa comoção e foi acompanhado pela imprensa especializada, chegando a haver uma coletiva de imprensa na sde da AESCRJ. A presidente Rute Maria apresentou como fundamento para sua decisão uma conversa d facebook entre Adriano Amaral, compositor que iria se inscrever na disputa, mas desistiu, e um membro da escola, que não teve seu nome revelado, em que este último afirma que o samba vencedor já teria sido escolhido antes da disputa. Já os compositores do samba vencedor negaram qualquer manipulação e enfatizaram sua frustração com o ocorrido.
Em protesto contra a decisão da presidente, 13 integrantes anunciaram seu desligamento da agremiação, entre eles os próprios Thiago e Vinicius, além do casal de mestre-sala e porta-bandeira, Plínio Santos e Cassiane Figueiredo, e o mestre de bateria Macaco Branco. No desfile, a agremiação sofreu um rebaixamento, indo para a Série C do carnaval carioca. 
Ainda em 2015 assumiu a presidência Patrícia Drummond. Sob sua gestão, a Vila Santa Tereza conquistou em 2016 um 9º lugar, em 2017 um 8º e em 2018 mais uma vez um 9º lugar devido a perda de 1 ponto pela falta de componentes.

## Segmentos

### Presidentes
| Nome              | Mandato         | Ref.          |
| ----------------- | --------------- | ------------- |
| Rute Maria        | 2013–2015       | [ 10 ] [ 11 ] |
| Patricia Drummond | 2015–atualidade | [ 12 ]        |

| Presidente de honra | Mandato   | Ref.  |
| ------------------- | --------- | ----- |
| Rute Labre          | 2019–2020 | [ 1 ] |

### Intérpretes
| Período   | Intérprete oficial                 | Ref.   |
| --------- | ---------------------------------- | ------ |
| 1988      | Wagner e Timbó                     | [ 13 ] |
| 1997–2002 | Xavier, Léo e Waguinho             | [ 13 ] |
| 2003–2004 | Raimundo de Barros Filho           | [ 13 ] |
| 2005      | João do Vale e Jorge Do            | [ 13 ] |
| 2006–2007 | Alessandro Português               | [ 13 ] |
| 2008      | Jorge Chatuba                      | [ 13 ] |
| 2009–2012 | Augusto César                      | [ 13 ] |
| 2013      | Tiãozinho Cruz                     | [ 14 ] |
| 2014–2015 | Niu Souza                          | [ 13 ] |
| 2016      | Jovaci                             | [ 13 ] |
| 2017      | Bruno Revelação                    | [ 13 ] |
| 2018      | Gabriel Chocolate                  |        |
| 2019-2020 | Gabriel Chocolate e Carolina Abreu | [ 1 ]  |
| 2021-2022 | Zé Paulo Miranda e Carolina Abreu  |        |
| 2023      | Carolina Abreu e Tiganá            |        |
| 2024      | Danilo Cezar                       | [ 15 ] |
| 2025-     | Ciganerey                          |        |

### Diretores
| Ano  | Diretor de Carnaval                                   | Diretor de harmonia | Mestre de bateria   | Ref.   |
| ---- | ----------------------------------------------------- | ------------------- | ------------------- | ------ |
| 2014 | Thiago Lepletier                                      | Almir de Souza      | Macaco Branco       | [ 16 ] |
| 2015 | Caaio Araújo                                          | Alexandre Carlos    | Marquinho Swing     | [ 9 ]  |
| 2016 | Caaio Araújo                                          | Leela Ribeiro       | Mi                  | [ 12 ] |
| 2017 | Caaio Araújo e Wellerson Santos                       | Rodrigo             | Mi e Josué Lourenço |        |
| 2018 | Caaio Araújo, Wellerson Santos e Luís Carlos Belmonte | Alexandre Dias      | Josué Lourenço      |        |
| 2019 | Caaio Araújo, Wellerson Santos e Luís Carlos Belmonte | Rafael Coelho       | Josué Lourenço      |        |
| 2020 | Matheus Rodrigues e Wellerson Santos                  | Luís Alberto        | Branco Ribeiro      | [ 1 ]  |
| 2021 | Wellerson Santos e Ney Lopes                          | Luís Alberto        | Branco Ribeiro      |        |

### Coreógrafos
| Ano       | Nome                             | Ref.   |
| --------- | -------------------------------- | ------ |
| 2012      | Handerson Big                    | [ 17 ] |
| 2014      | Wendesson Mendonça e Roy D'Peres |        |
| 2015      | Kleu Kovaleski                   | [ 18 ] |
| 2016-2017 | Marcos Maia                      |        |
| 2018      | Bherna Francy                    |        |
| 2019      | Kriollo Rei                      |        |
| 2020      | Kriollo Rei e Allan Carvalho     | [ 1 ]  |
| 2021      | Allan Carvalho                   |        |

### Casal de Mestre-sala e Porta-bandeira
| Ano       | Nome                                 | Ref.   |
| --------- | ------------------------------------ | ------ |
| 2014      | Yuri Perroni e Cassianne Figueiredo  |        |
| 2015      | Eduardo Belo e Cíntia                | [ 9 ]  |
| 2016      | Caaio Araújo e Gabrielly Assumpção   | [ 12 ] |
| 2017      | Caaio Araújo e Gabrielly Assumpção   | [ 12 ] |
| 2018      | Fábio Rodrigues e Giselly Assumpção  | [ 12 ] |
| 2019–2021 | Francisco Alves e Grazy Santos Alves | [ 1 ]  |

### Corte de Bateria
| Período   | Rainha de bateria   | Madrinha de bateria | Ref.                        |
| --------- | ------------------- | ------------------- | --------------------------- |
| 2008–2010 | Gabrielly Assumpção | Joyce Souza         |                             |
| 2011      | Gabrielly Assumpção | Joyce Souza         | [ 3 ]                       |
| 2012      | Alessandra Paes     | Joyce Souza         | [ 4 ]                       |
| 2013      | Ariadna Arantes     | Aline               | [ 19 ] [ 20 ] [ 21 ] [ 22 ] |
| 2014      | Taiane Perfeito     | Luana Madeira       | [ 23 ]                      |
| 2015      | Taiane Perfeito     | Corine              | [ 24 ] [ 23 ]               |
| 2016      | Taiane Perfeito     |                     | [ 12 ]                      |
| 2017      | Marisa Furacão      | Keyce Oliveira      |                             |
| 2018      | Dammy Alexandrino   | Keyce Oliveira      |                             |
| 2019–2020 | Carol Menezes       | Carla Santiago      | [ 1 ]                       |
| 2021      | Dandara Bispo       |                     |                             |

## Carnavais
| Ano | Colocação | Divisão | Enredo | Carnavalesco | Ref.                        |
| --- | --- | --- | --- | --- | --------------------------- |
| 1960 | 7.º Lugar | Grupo 3 | "Fundação da Cidade do Rio de Janeiro" | Alcides Castro e Arthur Nunes                                                                                         | [ 13 ]                      |
| 1961 | 7.º Lugar | Grupo 3 | "Os inconfidentes" | Alcides Castro e Arthur Nunes                                                                                         | [ 13 ]                      |
| 1962 | 10.º Lugar | Grupo 3 | "Insurreição Pernambucana" | Alcides Castro e Arthur Nunes                                                                                         | [ 13 ]                      |
| 1963 | 6.º Lugar | Grupo 3 | "Caçadores de esmeraldas" | Marco Aurélio Guimarães, Ildebrando e Josafá                                                                          | [ 13 ]                      |
| 1964 | Vice-campeã | Grupo 3 | "I Juca Pirama" | Marco Aurélio Guimarães, Ildebrando e Josafá                                                                          | [ 13 ]                      |
| 1965 | 15.º Lugar (Rebaixada)                                                                                                | Grupo 2 | "Rio antigo" | Marco Aurélio Guimarães                                                                                               | [ 13 ]                      |
| 1966 | 19.º Lugar | Grupo 3 | "Das bandeiras ao garimpo" | Darcy do Bonfim, Arthur Nunes e Alcides Fernandes de Castro                                                           | [ 13 ]                      |
| 1967 | 4.º Lugar | Grupo 3 | "Reminiscências afro-brasileiras" | Clóvis Bornay, Arthur Nunes e Alcides Fernandes de Castro                                                             | [ 13 ]                      |
| 1968 | 7.º Lugar | Grupo 3 | "Homenagem ao samba" | Frederico Moreira e Alcides Castro                                                                                    | [ 13 ]                      |
| 1969 | 7.º Lugar | Grupo 3 | "Heróis dos Guararapes" | Diretoria de Carnaval                                                                                                 | [ 13 ]                      |
| 1970 | 6.º Lugar | Grupo 3 | "Riquezas e maravilhas do Brasil" | Vilela | [ 13 ]                      |
| 1971 | Vice-campeã | Grupo 3 | "Origem do samba" | Darcy do Bonfim e Vilela                                                                                              | [ 13 ]                      |
| 1972 | 16.º Lugar (Rebaixada)                                                                                                | Grupo 2 | "Heróis da liberdade" | Julinho | [ 13 ]                      |
| 1973 | 4.º Lugar | Grupo 3 | "Em outros carnavais era assim" | Julinho | [ 13 ]                      |
| 1974 | 16.º Lugar | Grupo 2 | "Primavera, estação das flores" | Julinho | [ 13 ]                      |
| 1975 | 14.º Lugar | Grupo 2 | "A Caiaca e o diamante do Tijuco" | José Félix | [ 13 ]                      |
| 1976 | 20.º Lugar (Rebaixada)                                                                                                | Grupo 2 | "Ídolos do rádio brasileiro" | Adolfo Sodré | [ 13 ]                      |
| 1977 | 10.º Lugar | Grupo 3 | "Dalva de Oliveira" | Adolfo Sodré | [ 13 ]                      |
| 1978 | 9.º Lugar | Grupo 3 | "45 anos do reinado de Momo" | Boreo | [ 13 ]                      |
| 1979 | 11.º Lugar | Grupo 2B | "Os índios e seus deuses" | Adolfo Sodré | [ 13 ]                      |
| 1980 | 4.º Lugar | Grupo 2B | "Congregação dos sambistas" | Adolfo Sodré | [ 13 ]                      |
| 1981 | 7.º Lugar | Grupo 2B | "O samba tem alma, poesia e amor" (Samba-enredo composto por Mindo e Chicão) | Adolfo Sodré | [ 13 ]                      |
| 1982 | Campeã | Grupo 2B | "Ataulfo, acadêmico, mas imortal" | Adolfo Sodré | [ 13 ]                      |
| 1983 | 10.º Lugar | Grupo 2A | "Um talento na história, Jackson do Pandeiro" | Adolfo Sodré | [ 13 ]                      |
| 1984 | 8.º Lugar | Grupo 2A | "No meu tempo de criança" | Adolfo Sodré | [ 13 ]                      |
| 1985 | 5.º Lugar | Grupo 2A | "Coroação da rainha Ginga" | Adolfo Sodré | [ 13 ]                      |
| 1986 | 7.º Lugar | Grupo 3 | "Tá nas praças" | Adolfo Sodré | [ 13 ]                      |
| 1987 | 11.º Lugar (Rebaixada)                                                                                                | Grupo 3 | "Reminiscências carnavalescas" | Adolfo Sodré | [ 13 ]                      |
| 1988 | 4.º Lugar | Grupo 4 | "Villa-Lobos" | Marcio Dorion | [ 13 ]                      |
| 1989 | Vice-campeã | Grupo 4 | "De um pais tropical a Vila vem de Jorge Bem" | Marcio Dorion | [ 13 ] [ 25 ]               |
| 1990 | 8.º Lugar | Grupo B (terceira divisão)                                                                                            | "A beleza da Vila, com Paulinho da Viola, a poesia" | Marcio Dorion | [ 13 ]                      |
| 1991 | 11.º Lugar | Grupo B (terceira divisão)                                                                                            | "Palmas para mim que eu mereço" (Samba-enredo composto por Boca Miúda, Barbeirinho, Bigode)                                                                                                   | Jordey de Paula e Oscar Alcântara                                                                                     | [ 13 ]                      |
| 1992 | 9.º Lugar | Grupo B (terceira divisão)                                                                                            | "Portela e Império encantam Madureira" | Jordey de Paula e Oscar Alcântara                                                                                     | [ 13 ]                      |
| 1993 | 12.º Lugar (Rebaixada)                                                                                                | Grupo B (terceira divisão)                                                                                            | "O que é que o negro tem" | Jordey de Paula e Oscar Alcântara                                                                                     | [ 13 ]                      |
| 1994 | 12.º Lugar | Grupo C (quarta divisão)                                                                                              | "O coração do mundo do samba" | Jordey de Paula e Oscar Alcântara                                                                                     | [ 13 ] [ 26 ]               |
| 1995 | 3.º Lugar | Grupo 2 (quinta divisão)                                                                                              | "As sete cores do arco-íris" | Jordey de Paula e Oscar Alcântara                                                                                     | [ 13 ] [ 27 ]               |
| 1996 | 5.º Lugar | Grupo D (quinta divisão)                                                                                              | "Maria Augusta, é mestra, é sorte, é carnaval" | Jordey de Paula e Oscar Alcântara                                                                                     | [ 13 ]                      |
| 1997 | 4.º Lugar | Grupo D (quinta divisão)                                                                                              | "O oráculo sagrado de Atlântida" | Jordey de Paula e Oscar Alcântara                                                                                     | [ 13 ]                      |
| 1998 | 6.º Lugar | Grupo D (quinta divisão)                                                                                              | "Vila Santa Tereza nas terras do Maranhão" | Zezinho de Oiá | [ 13 ]                      |
| 1999 | 6.º Lugar | Grupo D (quinta divisão)                                                                                              | "Santa Tereza voando nas asas da Beija-Flor" | Luis Cavalcante | [ 13 ]                      |
| 2000 | 6.º Lugar | Grupo D (quinta divisão)                                                                                              | "Bahia de todos os negros" | Cidinho | [ 13 ]                      |
| 2001 | 4.º Lugar | Grupo D (quinta divisão)                                                                                              | "Palmares, a festa da liberdade" (Samba-enredo composto por José Lúcio dos Santos Cruz) | João Carlos | [ 13 ]                      |
| 2002 | 4.º Lugar | Grupo D (quinta divisão)                                                                                              | "Nas asas da ilusão, deixei viajar meu coração" (Samba-enredo composto por Tico do Gato e Xavier)                                                                                             | Marco Aramha, Ley Vaz, Marcyo de Olliveira, Célio de Araújo e Joelson Estevão                                         | [ 28 ]                      |
| 2003 | 11.º Lugar (Rebaixada)                                                                                                | Grupo D (quinta divisão)                                                                                              | "A cor do pecado" (Samba-enredo composto por Celso Martins, Samuel, Jorge e Iran) | João Carlos | [ 29 ]                      |
| 2004 | 6.º Lugar | Grupo E (sexta divisão)                                                                                               | "Na ginga dos bambas, 70 anos de glórias da Associação das Escolas de Samba" (Samba-enredo composto por Ivanisia, Fernando Totcha, Tunico, Wando de Menezes e Francisco)                      | Jefferson Machado e Flávio Rodrigues                                                                                  | [ 30 ]                      |
| 2005 | 5.º Lugar | Grupo E (sexta divisão)                                                                                               | "Max Lopes, na magia da criação" (Samba-enredo composto por Claudinho da Vila, Tuninho da Padaria, João do Valle, Salvador, André do Cavaco e Edson Papudo)                                   | Adilson Correia e Gilberto Lanio                                                                                      | [ 31 ] [ 32 ]               |
| 2006 | 3.º Lugar | Grupo E (sexta divisão)                                                                                               | "Que comédia é essa?" (Samba-enredo composto por Celso Martins, Meia Noite, Samuel, Jorge Veruga, Marcelo Bagulhão e Edinho do Parque São Luiz)                                               | Sérgio Marcelo | [ 33 ] [ 34 ]               |
| 2007 | Vice-campeã | Grupo E (sexta divisão)                                                                                               | "50 anos de glórias, a Vila canta e conta a sua história" | Sandro Gomes, Ivanísia, Celso Tito, Jorge Bucco, Samuel e Jorge Verruga                                               | [ 35 ] [ 36 ]               |
| 2008 | 9.º Lugar | Grupo D (quinta divisão)                                                                                              | "Os suburbanistas" | Tereza Oliveira da Silva                                                                                              | [ 37 ] [ 38 ]               |
| 2009 | Vice-campeã | Grupo RJ-3 (quinta divisão)                                                                                           | "Pindorama, o nascimento do Brasil" | Sandro Gomes | [ 39 ]                      |
| 2010 | 8.º Lugar | Grupo RJ-2 (quarta divisão)                                                                                           | "Que rei sou eu? Do castelo real à corte do carnaval" | Luiz de Oliveira | [ 40 ]                      |
| 2011 | Campeã | Grupo C (quarta divisão)                                                                                              | "Amazônia – Memórias da floresta de coração verde" (Samba-enredo composto por Ivanísia, Alexandre Valle, Wander Timbalada, J. do Taxi, Girão e Igor Sorriso)                                  | Sandro Gomes | [ 41 ]                      |
| 2012 | 7.º Lugar | Grupo B (terceira divisão)                                                                                            | "A Vila na magia dos brinquedos" | Raphael Torres e Alexandre Rangel                                                                                     | [ 42 ] [ 43 ] [ 44 ]        |
| 2013 | 19.º Lugar (Rebaixada)                                                                                                | Série A (segunda divisão)                                                                                             | "Axé - No caminho das águas sagradas" (Samba-enredo composto por Rafael Gigante, Vinicius Ferreira, Carlos Ferreira, Robert Farrow, Victor Rangel e Tiãozinho Cruz)                           | Guilherme Alexandre                                                                                                   | [ 5 ] [ 6 ] [ 45 ]          |
| 2014 | 9.º Lugar | Grupo B (terceira divisão)                                                                                            | "Ururaí" | Sandro Gomes | [ 10 ] [ 11 ] [ 46 ] [ 47 ] |
| 2015 | 15.º Lugar (Rebaixada)                                                                                                | Série B (terceira divisão)                                                                                            | "Aquarela negra de Debret" | Marcus Ferreira |                             |
| 2016 | 9.º Lugar | Série C (quarta divisão)                                                                                              | "Podem aplaudir, a minha Vila vai passar! São 60 anos de histórias para contar" | Plínio Santos | [ 12 ] [ 48 ]               |
| 2017 | 8.º Lugar | Série C (quarta divisão)                                                                                              | "Abracadabra" | Plínio Santos |                             |
| 2018 | 9.º Lugar | Série C (quarta divisão)                                                                                              | "Baobá - a Árvore da Vida" | Plínio Santos | [ 49 ]                      |
| 2019 | 4.º Lugar | Série C (quarta divisão)                                                                                              | Sob um olhar negro: Valongo, a história de um caís. | Caio Araújo e Wellerson Santos                                                                                        | [ 50 ]                      |
| 2020 | 8.º Lugar | Especial da Intendente (terceira divisão)                                                                             | No Saçarico da Intendente, a Vila canta Rosa Compositores:Marcelo Guimarães, Rafael Gigante, Vinicius Ferreira, Amaro Poeta, Milton Carvalho, Anderson Mancuso, Jane Célia e Jeférson Araújo  | Caio Araújo | [ 51 ] [ 1 ]                |
| Inicialmente adiados para o mês de julho, os desfiles do Carnaval 2021 foram cancelados devido a pandemia de Covid-19 | Inicialmente adiados para o mês de julho, os desfiles do Carnaval 2021 foram cancelados devido a pandemia de Covid-19 | Inicialmente adiados para o mês de julho, os desfiles do Carnaval 2021 foram cancelados devido a pandemia de Covid-19 | Inicialmente adiados para o mês de julho, os desfiles do Carnaval 2021 foram cancelados devido a pandemia de Covid-19                                                                         | Inicialmente adiados para o mês de julho, os desfiles do Carnaval 2021 foram cancelados devido a pandemia de Covid-19 | [ 52 ]                      |
| 2022 | 7.º Lugar | Série Prata (Sábado) (terceira divisão)                                                                               | Obinrin Agbara, a saga das guerreiras | Caio Araújo | [ 53 ]                      |
| 2023 | 9.º Lugar | Série Prata (Sexta-feira) (terceira divisão)                                                                          | Santa Tereza, rogai por nós! Compositores: Igor Leal, Amaro Poeta, Renan Diniz, Fagundinho, Rafael Prates, Cidinho da Cuíca Pernambuco, Rogério Máximo, Carolina Abreu e Alessandro Tiganá    | Caio Araújo | [ 54 ]                      |
| 2024 | 4.º Lugar | Série Prata (Sexta-feira) (terceira divisão)                                                                          | Solange - Da minha, da sua e da nossa Morada do Samba | Caio Araújo | [ 55 ] [ 56 ]               |
| 2025 | 16.º Lugar | Série Prata (terceira divisão)                                                                                        | Salve Maria Joanna Rezadeira, Salve o Jongo da Serrinha, Saravá, Saravá, Saravá! Compositores: Cláudio Russo, Amaro Poeta, Mateus Pranto, Fagundinho, Raphael Gravino, Ciganerey e Alex Senna | Eduardo Gonçalves | [ 57 ]                      |

## Premiações
Prêmios recebidos pelo GRES Unidos da Vila Santa Tereza.
| Ano  | Prêmio              | Categoria / premiados  | Divisão    | Ref.   |
| ---- | ------------------- | ---------------------- | ---------- | ------ |
| 2007 | Troféu Jorge Lafond | Vice-campeã do Grupo E | Grupo E    | [ 58 ] |
| 2008 | Troféu Jorge Lafond | Ala mirim              | Grupo D    | [ 59 ] |
| 2009 | Troféu Jorge Lafond | Premiação especial     | Grupo RJ-3 | [ 60 ] |
| 2011 | Troféu Jorge Lafond | Campeã do Grupo C      | Grupo C    | [ 61 ] |
| 2013 | Troféu Apoteose     | Ala de passistas       | Série A    | [ 62 ] |